# Bora (Name)
Bora ist sowohl ein Vorname, als auch ein Familienname.
Als Vorname tritt er als ein türkischer männlicher Vorname auf – er leitet sich vom Wind Bora ab – sowie als mongolischer Name mit der Bedeutung „grau“. Der Name kommt auch außerhalb der Türkei vor.
Daneben tritt er als koreanischer weiblicher Vorname auf, der mit dem koreanischen Alphabet
보라 geschrieben wird und Purpur oder Violett bedeutet. Es handelt sich dabei um einen rein koreanischen Namen, der nicht aus sinokoreanischen Silben gebildet wird und daher keine Entsprechung in Hanja hat. Als rein koreanischer Name wird er teilweise in Umschriften, die ansonsten einen Bindestrich zwischen den Silben vorsehen, ohne Bindestrich geschrieben.
Bora tritt auch als Familienname auf, ein Bedeutungszusammenhang mit dem Vornamen liegt dabei nicht unbedingt vor.

## Namensträger

### Männlicher Vorname
- Bora Ćosić (* 1932), serbischer Schriftsteller
- Bora Dagtekin (* 1978), deutsch-türkischer Drehbuchautor und Filmregisseur
- Bora Körk (* 1980), türkischer Fußballspieler
- Bora Laskin (1912–1984), kanadischer Richter und Rechtswissenschaftler
- Bora Milutinović (* 1944), serbischer Fußballspieler und -trainer
- Bora Sevim (* 1982), türkischer Fußballspieler

### Weiblicher Vorname
- Lee Bora (* 1986), südkoreanische Eisschnellläuferin
- Shin Bora (* 1987), südkoreanische Komikerin

### Familienname
- Alfons Bora (* 1957), deutscher Jurist und Soziologe
- Ekrem Bora (Schauspieler) (1934–2012), türkischer Schauspieler
- Ekrem Bora, bekannt als Eko Fresh (* 1983), deutscher Rapper
- Mevlüt Bora (* 1947), türkischer Radrennfahrer
- Salih Bora (* 1953), türkischer Ringer
- Tanıl Bora (* 1963), türkischer Politikwissenschaftler
- Vedat Bora (* 1995), türkischer Fußballspieler
- Victorina Bora (* 1972), rumänische Handballspielerin

#### Adelsgeschlecht
Der Familienname des sächsischen Adelsgeschlechts Bora lautet von Bora.
- Florian von Bora (* um 1530),  Neffe der Katharina von Bora
- Jhan von Bora (um 1457–um 1523), Vater der Katharina von Bora
- Hans von Bora (um 1490–um 1572), Bruder der Katharina von Bora, 1542–1544 Verwalter des Klosters Cronschwitz
- Wolf von Bora (um 1495–1531), Bruder der Katharina von Bora
- Maria von Bora (um 1500–1525), Schwester der Katharina von Bora
- Clemens von Bora (um 1505–um 1587/91), Bruder der Katharina von Bora
- Katharina von Bora (1499–1552), Ehefrau des deutschen Reformators Martin Luther